# Album 1994
 (février 2017).
Si vous disposez d'ouvrages ou d'articles de référence ou si vous connaissez des sites web de qualité traitant du thème abordé ici, merci de compléter l'article en donnant les références utiles à sa vérifiabilité et en les liant à la section « Notes et références ».
Albums de Subway to Sally
MCMXCV
(1995)
Album 1994 est le premier album studio du groupe de folk metal allemand Subway to Sally, sorti en 1994.

## Liste des titres
| 1.    | Cromdale (Intro)       | 1:48 |
| 2.    | Rainman                | 5:09 |
| 3.    | Queen Of Argyll        | 5:18 |
| 4.    | Barleycorn             | 6:17 |
| 5.    | Elvis Lives            | 2:11 |
| 6.    | Planxt-Chen            | 0:20 |
| 7.    | An Der Zeit            | 3:37 |
| 8.    | Traum Von Tod          | 4:14 |
| 9.    | Die Braut              | 2:40 |
| 10.   | The Keach In The Creel | 3:03 |
| 11.   | Bonnie Johnnie Lowrie  | 4:52 |
| 12.   | Down The Line          | 4:42 |
| 13.   | But We Don't Know      | 4:18 |
| 14.   | Where Is Lucky?        | 5:14 |
| 53:43 |                        |      |

Notes
- La réédition 2001 ne contient pas le titre no 14 : Where Is Lucky?[1]
- L'album fait l'objet d'une réédition vinyle, le 10 mai 2004[2]

## Crédits

### Membres du groupe
- Eric Fish : chant, cornemuse, flûte
- Bodenski : guitare acoustique, chant
- T.W. : batterie
- Frau Schmitt : violon
- Michael Simon : guitare acoustique, chant
- Ingo Hampf : guitares lead et acoustique, mandoline, bodhrán
- Sugar Ray : basse

### Paroles
- Erich Fried : titre 8
- Hathor : titres 7, 8, 9, 13
- Vincent W. Thomas : titres 5, 12
- Roger W. Sheen : titre 2

### Équipes techniques
- Haje Roesink : production
- Frank Babrikowski : ingénieur
- Ulf Horbelt : mastering
- Caspar Falke : enregistrement, mixage
- Frank Babrikowski : enregistrement
- Harry Kettelarij : enregistrement
- Gundula Friese : photographie
- Jörg Hafemeister : cover art